# Geoffrey A. Landis
Geoffrey Alan Landis (Detroit, 28 maggio 1955) è un fisico, ingegnere elettrico, ricercatore aerospaziale e autore di fantascienza statunitense.
Landis lavora come ricercatore alla NASA, nei campi dell'esplorazione planetaria, della propulsione interstellare, dello sfruttamento dell'energia solare.
Supportato dalle sue notevoli conoscenze scientifiche, Landis scrive fantascienza hard. Ha vinto due volte il Premio Hugo: una nel 1992 e un'altra nel 2003. Ha vinto il Premio Nebula nel 1990, due volte il premio Rhysling Award per le sue poesie, e il Premio Locus nel 2000 per il suo primo romanzo, Mars Crossing. La sua produzione è quasi totalmente composta da racconti a parte pochi romanzi; inoltre contribuisce ad articoli scientifici per varie pubblicazioni accademiche.

## Biografia
Landis è nato a Detroit, e durante la sua giovinezza ha vissuto in Virginia, Maryland, a Philadelphia e in Illinois. Si è laureato in fisica e ingegneria elettrica al Massachusetts Institute of Technology, per poi ottenere un Master of Science in fisica, uno in ingegneria, e infine un dottorato di ricerca in fisica dello stato solido alla Brown. È sposato con la scrittrice di fantascienza Mary Turzillo, con cui vive a Berea, Ohio.

## Opere
(non completa)

### Romanzi
- Mars Crossing, 2001 (finalista Premio Nebula)
- La città nelle nuvole (The Sultan of the Clouds, 2010), romanzo breve (Sturgeon Award, finalista Hugo e Nebula)

### Racconti
- 1988 - Increspature nel Mare di Dirac (Ripples in the Dirac Sea)
in Destinazione spazio (Urania n. 1142); I tempi che corrono (Time Machines: The Best Time Travel Stories Ever Written), Urania Millemondi n. 17
- 1990 - Nel mondo dei sensi (In the Realm of the Senses)
in Isaac Asimov Science Fiction Magazine n. 7 (novembre 1994)
- 1994 - Le singolari abitudini delle vespe (The Singular Habits of Wasps)
in Analog Fantascienza 5 (estate 1995); Quando gli alieni invasero, a cura di Piergiorgio Nicolazzini, Editrice Nord
- 1995 - La guerra di Rorvik (Rorvik's War)
in Nuove leggende del futuro (New Legends) Editrice Nord
- 1997 - Ricambio (Turnover)
in Il gioco infinito (Year's Best SF 3), Urania Millemondi n. 20
- 1998 - Una passeggiata al sole (A Walk in the Sun)
in I Premi Hugo 1991-1994 (Editrice Nord); Isaac Asimov Science Fiction Magazine n. 9 (gennaio 1995)
- 1998 - Ecopoiesi (Ecopoiesis)
in Strani universi, a cura di Piergiorgio Nicolazzini, Editrice Nord
- Progetto a lungo termine: relazione al consiglio degli scarafaggi (Long Term Project: Report to the Great Council of Cockroaches)
in Isaac Asimov SF Magazine n. 13, 1995
- Il pesce e l'uccello (The Tale of the Fish Who Loved a Bird)
in Naufragio tra le stelle, Nova SF* a. XII (XXX) n. 27 (69), Perseo libri
- Una Storia su Dorado (At Dorado)
in Lo Scudo di Marte (Year's Best SF 2003), Urania Millemondi estate n. 42
- web: "Christmas (quando tutti avremo la macchina del tempo)" (Christmas (after we all have time machines)
- Abbracciando l'alieno (Embracing the Alien), IntercoM n. 6

### Poesie
Landis ha scritto anche molte poesie, la maggior parte delle quali trattano temi scientifici (o fantascientifici). Per le sue opere ha ricevuto premi e riconoscimenti; tra queste, "Christmas, after we all get time machines" e "Search" gli hanno fruttato entrambe un premio Rhysling, rispettivamente nell'anno 2000 e 2009. Nel 2010 ha vinto il Dwarf Stars Award per "Fireflies".
Nel 2009 è stata pubblicata la sua raccolta di poesie Iron Angels.

### Riconoscimenti
- 1989 Premio Nebula come miglior racconto breve per "Ripples in the Dirac Sea" ("Increspature nel Mare di Dirac")
- 1992 Premio Hugo come miglior racconto breve per "A Walk in the Sun" ("Una passeggiata al sole")
- 2001 Premio Locus come miglior romanzo d'esordio per "Mars Crossing"
- 2003 Premio Hugo come miglior racconto breve per "Falling Onto Mars"
- 2011 Premio Theodore Sturgeon Memorial come migliore racconto breve di fantascienza per "The Sultan of the Clouds" ("La città nelle nuvole")[2]
- 2014 Premio Robert A. Heinlein "bestowed for outstanding published works in science fiction and technical writings that inspire the human exploration of space." ("conferito per eccezionali opere pubblicate, di fantascienza e lavori tecnici, che ispirano l'esplorazione umana dello spazio").[3]